# Dr. Strangelove or: How I Learned to Stop Worrying and Love the Bomb
Dr. Strangelove or: How I Learned to Stop Worrying and Love the Bomb (en España, ¿Teléfono rojo? Volamos hacia Moscú; en Hispanoamérica, Dr. Insólito o: Cómo aprendí a dejar de preocuparme y amar la bomba) es una película angloamericana de 1964 del género de comedia de humor negro, producida y dirigida por Stanley Kubrick.
Con un guion de Terry Southern y Kubrick, está basada en la novela de Peter George, Red Alert. Dr. Strangelove cuenta con la actuación estelar del comediante Peter Sellers, quien interpreta tres papeles distintos.
Como muchas otras cintas de la época, la película fue filmada en blanco y negro, con abundantes escenas en penumbras, aspecto que enfatiza el característico humor negro de Kubrick.[cita requerida] En 1989, la película fue considerada «cultural, histórica y estéticamente significativa» por la Biblioteca del Congreso de Estados Unidos y seleccionada para su preservación en el National Film Registry.

## Argumento

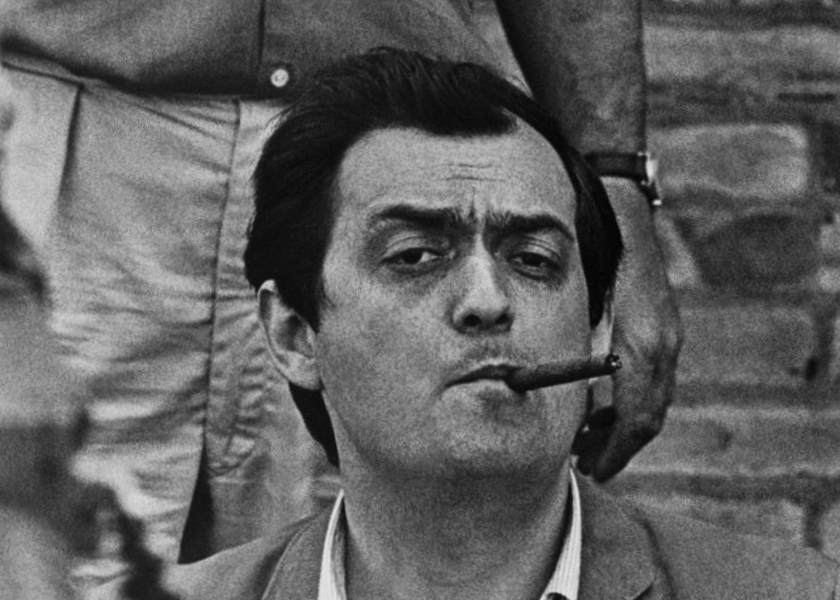
Stanley Kubrick, director, productor y guionista de Dr. Strangelove.

El general de la Fuerza Aérea de los Estados Unidos, Jack D. Ripper (Sterling Hayden; nombre que se pronuncia Jack The Ripper, Jack el Destripador), planea dar comienzo a una guerra nuclear con la Unión Soviética con el objetivo de impedir lo que considera una conspiración comunista para fluorizar el agua, contaminando así los "preciosos fluidos corporales" de los estadounidenses. Da la orden, sin la autorización del presidente Merkin Muffley (Peter Sellers), a su escuadra nuclear de combate, de bombardear sus respectivos objetivos dentro de la Unión Soviética, con la esperanza de que el presidente ordene un ataque a gran escala al no encontrar otra opción.  
El general Ripper desconoce, sin embargo, que los soviéticos cuentan con un "Dispositivo del Fin del Mundo", el cual se activaría automáticamente en caso de detectar un ataque nuclear sobre territorio de la Unión Soviética, destruyendo toda vida sobre la faz de la Tierra por contaminación radiactiva. 
El Dr. Strangelove (Peter Sellers), excientífico nazi y asesor del presidente, explica al personal congregado en el salón de guerra del Pentágono cómo el dispositivo es una extensión natural de la estrategia de la Guerra Fría de la destrucción mutua asegurada, que opera como disuasor a un intercambio nuclear real. Es más, la máquina no puede desconectarse, pues esto disminuiría su valor como disuasor.
El plan de ataque enviado por el general Ripper estipula que los aviones de la escuadra no deberán obedecer a ninguna comunicación, a menos que ésta cuente con un código secreto prefijado, conocido únicamente por el general, evitando así que otra autoridad aborte el ataque. 
Como resultado, el gobierno estadounidense coopera con los soviéticos para detectar y derribar sus propios aviones, a menos que pudieran contactar con ellos y regresaran. La base aérea dirigida por el general Ripper es atacada por tropas del Ejército de los Estados Unidos y éste ordena defenderse, disparando personalmente una ametralladora contra los atacantes. Finalmente la base es capturada y el general Ripper se suicida tras la rendición de sus fuerzas. 
El plan de Ripper es frustrado por el capitán de la Real Fuerza Aérea británica (RAF) Lionel Mandrake (Peter Sellers), un funcionario militar que participa en un "programa de intercambio" con la Fuerza Aérea estadounidense, que deduce el código secreto de unos bocetos infantiles escritos por el general Ripper. El código secreto prefijado es enviado a los bombarderos y éstos inician la retirada.

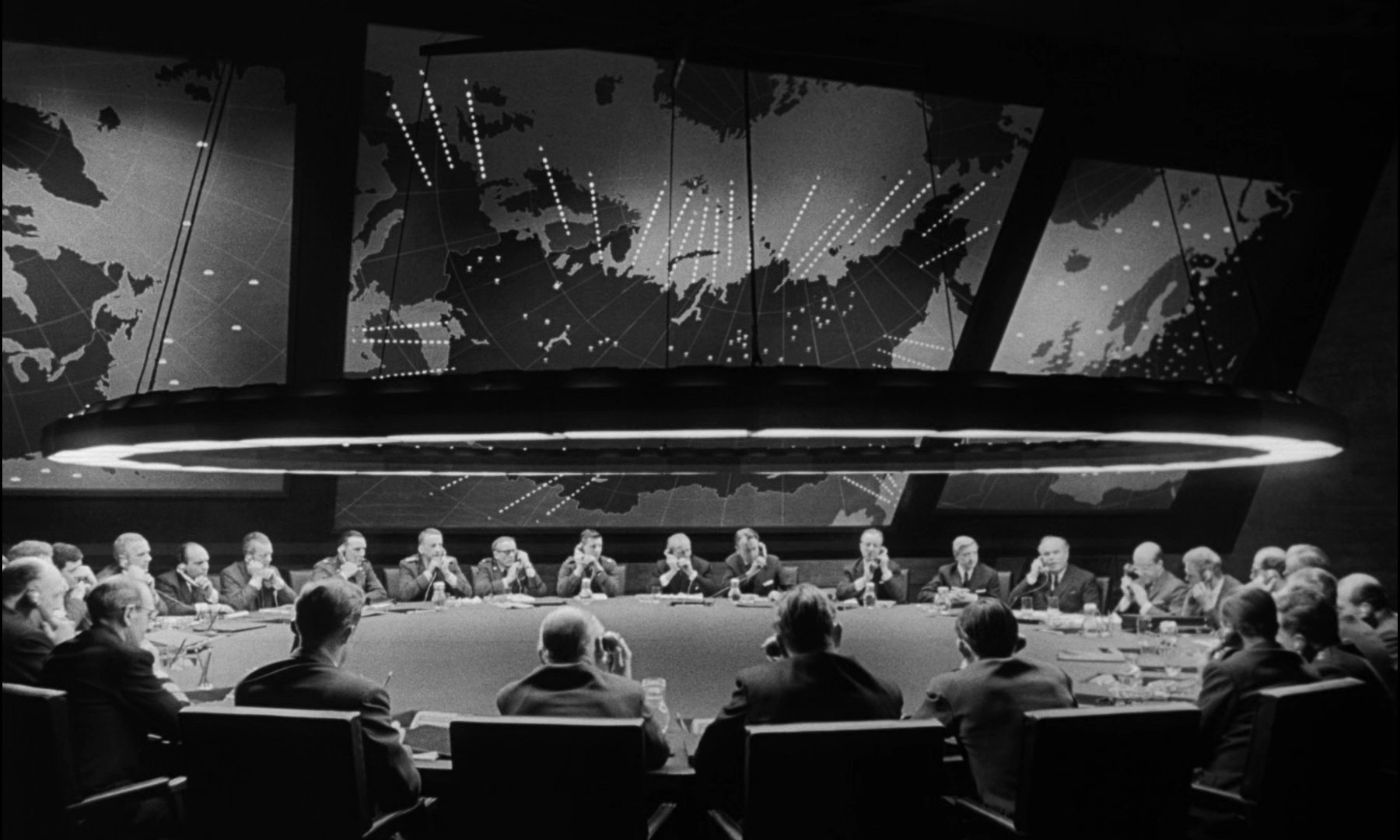
Sala de Guerra en Dr. Strangelove

Desgraciadamente, uno de los B-52 ("La Colonia del Leproso") no puede comunicarse por radio, al haberlo dañado un misil soviético en uno de los ataques para defender al país, y continúa su misión para dejar caer la bomba nuclear en su blanco asignado inicialmente. 
En el momento del bombardeo, por una pérdida de combustible en el avión bombardero, cambian el objetivo del blanco y no pueden ser detectados por el sistema de defensa, la puerta del depósito de las bombas no funciona y queda bloqueada. Al intentar soltarla manualmente, el piloto del B-52, el mayor T.J. "King" Kong (Slim Pickens), logra repararla montado en una de ellas, llevando puesto su sombrero de ala grande. La puerta se abre y el mayor cae, montado sobre la bomba, iniciando así la destrucción global. Sujetado de la bomba con una mano y ondea su sombrero vaquero en el aire, a modo de homenaje a la técnica de rodeo de caballos.
El Dispositivo del Fin del Mundo se activa en forma automática y en los últimos momentos de la Humanidad, el Dr. Strangelove recomienda al presidente Muffley, que un grupo de humanos se oculte profundamente en varios pozos de minas en el país, de más de 1.000m de profundidad, donde la radiactividad nuclear no pueda alcanzarlos y para poder repoblar la Tierra en el futuro. El general Turgidson comienza a delirar, pensando en superar a los soviéticos en la ampliación de construcción de minas y refugios, planificando una futura guerra de más de 100 años, cuando la radiación se haya disipado, para capturar las minas del enemigo. 
El Dr. Strangelove se levanta de su silla de ruedas anunciando que tiene un plan, y cuando cae en la cuenta de que puede caminar, grita "¡Mein Führer, puedo caminar!" sólo un segundo antes de que las bombas del juicio final empiecen a detonar en el mundo, terminando en el fin de la Humanidad.

## Reparto
La estrella de la película es Peter Sellers, que interpretó a tres personajes: al capitán de aviación de la Royal Air Force, Lionel Mandrake, al presidente de los Estados Unidos, Merkin Muffley, y al Dr. Strangelove, asesor (ex nazi) del presidente (véase Operación Paperclip). Sellers sería también quien protagonizaría el papel del piloto del bombardero, el mayor T. J. Kong, pero por un accidente durante la filmación debió abandonar el papel. El mayor Kong fue protagonizado por el actor Slim Pickens. Otras apariciones importantes fueron la de George C. Scott como el general Buck Turgidson y James Earl Jones debutando en cine como el teniente Lothar Zogg.
- Peter Sellers - Capitán Lionel Mandrake, Presidente Merkin Muffley, Dr. Strangelove[9]
- George C. Scott - General 'Buck' Turgidson
- Sterling Hayden - General Jack D. Ripper
- Keenan Wynn - Coronel 'Bat' Guano
- Slim Pickens - Mayor T. J. 'King' Kong
- Peter Bull - Alexi de Sadesky (Embajador de Rusia)
- James Earl Jones - Teniente Lothar Zogg
- Tracy Reed - Señorita Scott
- Jack Creley - Señor Staines
- Frank Berry - Teniente H. R. Dietrich
- Robert O'Neil - Funcionario de Gobierno Randolph
- Glenn Beck - Teniente W. D. Kivel
- Roy Stephens - Frank
- Shanne Rimmer - Capitán G. A. 'Ace' Owens
- Hal Galili - Miembro del Depto de defensa
- Paul Tamarin - Teniente B. Goldberg
- Laurence Herder - Miembro del Dpto. de Defensa
- Gordon Tanner - General Faceman
- John McCarthy - Miembro del Dpto. de Defensa

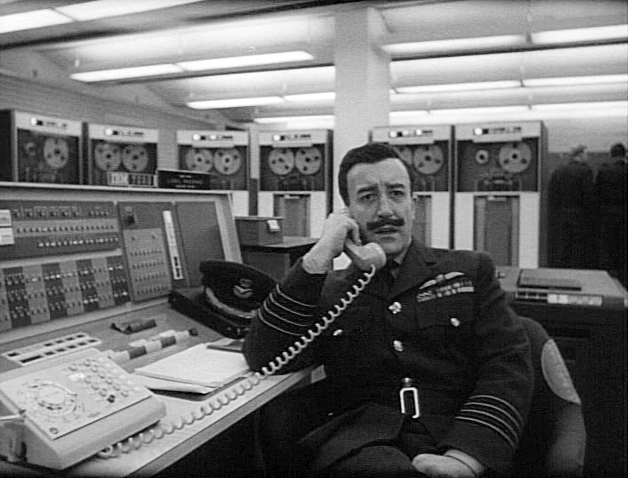
Peter Sellers como el capitán Lionel Mandrake
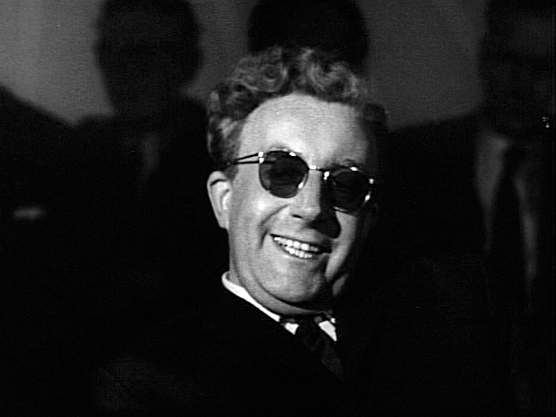
Peter Sellers como Dr. Strangelove
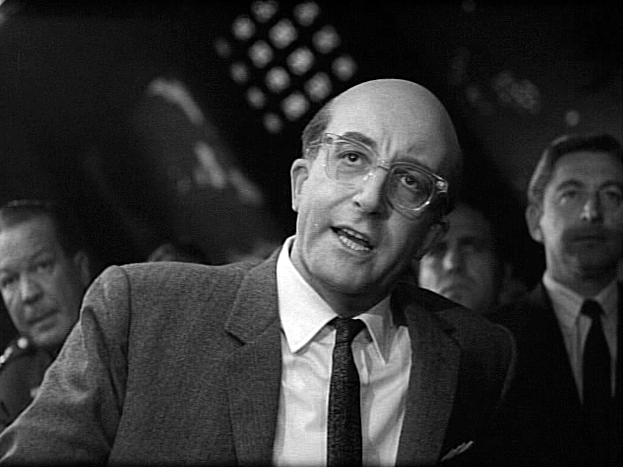
Peter Sellers como el  presidente Merkin Muffley

## Premios
| Premio                                      | Categoría                                     | Candidatos                                    | Resultado  |
| ------------------------------------------- | --------------------------------------------- | --------------------------------------------- | ---------- |
| Premios Óscar                               | Mejor película                                | Stanley Kubrick, productor                    | Candidata  |
| Premios Óscar                               | Mejor director                                | Stanley Kubrick                               | Candidato  |
| Premios Óscar                               | Mejor actor                                   | Peter Sellers                                 | Candidato  |
| Premios Óscar                               | Mejor guion adaptado                          | Stanley Kubrick,Terry Southern y Peter George | Candidatos |
| Premios BAFTA                               |                                               |                                               |            |
| Mejor película                              |                                               | Ganadora                                      |            |
| Mejor película británica                    |                                               | Ganadora                                      |            |
| UN Award                                    |                                               | Ganadora                                      |            |
| Mejor actor                                 | Peter Sellers                                 | Candidato                                     |            |
| Mejor actor de reparto                      | Sterling Hayden                               | Candidato                                     |            |
| Mejor guion adaptado                        | Stanley Kubrick, Terry Southern, Peter George | Candidatos                                    |            |
| Mejor diseño de producción - Blanco y negro | Ken Adam                                      | Ganador                                       |            |
| Premios del Sindicato de Directores         | Mejor director                                | Stanley Kubrick                               | Candidato  |
| Premios Hugo                                |                                               |                                               |            |
| Mejor representación dramática              | Stanley Kubrick, Terry Southern, Peter George | Ganadores                                     |            |
| Writers Guild of America                    |                                               |                                               |            |
| Mejor comedia americana                     | Stanley Kubrick, Terry Southern, Peter George | Ganadores                                     |            |
| New York Film Critics Circle Awards         |                                               |                                               |            |
| Mejor película                              |                                               | Candidata 2º lugar                            |            |
| Mejor director                              | Stanley Kubrick                               | Ganador                                       |            |
| Mejor guion                                 | Stanley Kubrick, Terry Southern, Peter George | Candidatos 2º lugar                           |            |
| National Film Registry                      |                                               |                                               |            |
|                                             |                                               | Ganadora                                      |            |
| Nastro d'argento                            |                                               |                                               |            |
| Mejor director extranjero                   | Stanley Kubrick                               | Ganador                                       |            |
| Premio Bodil                                |                                               |                                               |            |
| Mejor película europea                      |                                               | Ganadora                                      |            |